# Falchion
I Falchion sono una melodic death/folk metal band finlandese. Formatisi nel 2002 a Lahti, sono tuttora attivi, e due dei membri collaborano con il gruppo folk metal Korpiklaani.

## Formazione
- Juho Kauppinen - voce, chitarra
- Toni Tieaho - chitarra
- Matti Johansson - batteria
- Janne Kielinen - basso

## Discografia
- 2003 - Glory of the Sword (demo)
- 2005 - Legacy of Heathens
- 2008 - Chronicles of the Dead